# هيروجي كوبوتا
هيروجي كوبوتا (باليابانية: 久保田博二) هو مصور ياباني، ولد في 1939 في طوكيو في اليابان.

## وصلات خارجية
- هيروجي كوبوتا على موقع ميوزك برينز (الإنجليزية)
- هيروجي كوبوتا على موقع ديسكوغز (الإنجليزية)